# 육민관중학교 축구부
육민관중학교 축구부는 대한민국 강원특별자치도 원주시에 위치한 육민관중학교의 축구부이다. 육민관중학교가 운영했던 축구부로 1999년에 창단됐다.

## 같이 보기
- 육민관중학교